# El Reloj
El Reloj est un groupe argentin de hard rock, originaire de Lomas del Mirador. Il est considéré comme l'un des premiers groupes de hard rock en Amérique latine durant les années 1970, et aussi pionniers du heavy metal argentin.

## Biographie

### Débuts
El Reloj (« l'horloge » en espagnol) est l'un des groupes les plus connus de rock symphonique d'Argentine, fortement influencé par le groupe de hard rock britannique Deep Purple (1968), à ses débuts dans les années 1970 ; le bassiste Eduardo Frezza et le guitariste Fernando « Willy » Gardi décident de chercher des musiciens pour constituer un groupe,. Ils jouaient ensemble dans un groupe appelé Lágrimas, formé par Omar Timpanaro aux claviers, Osvaldo Fernández à la batterie, et le guitariste d'un groupe appelé Los Ángeles Salvajesario.
Au moment de jouer, Bocón Frascino forme le groupe Engranaje, et demande à Willy Gardi de le remplacer (ils ont joué ensemble dans un groupe appelé Kiild Lawyers) et Bocón ayant pris sa retraite, Willy devient membre permanent du groupe. Plus tard, le reste du groupe doit effectuer son service militaire et, à ce moment, El Reloj devient, avec l'arrivée de Juan « Locomotora » Espósito à la batterie, l'un des premiers groupes à utiliser la double caisse en Argentine ; Luis Valenti, le claviériste, jouait avec Espósito depuis 1968 dans un groupe de beat appelé Formación 2000.
En 1970, déjà sous le nom de El Reloj, Horacio recrute « Tucata » Suárez (actuellement Luthier) à la seconde guitare.

### Premiers concerts
Le groupe fait ses débuts au Cine Monumental en 1971 devant 1 100 personnes. Progressivement, ils commencent à donner des concerts et à se faire connaître principalement en Occident ; après un court moment et en raison de différences avec le groupe, Horacio « Tucata » Suárez quitte le groupe, et est remplacé par Gregorio « Goyo » Felipes, en tant que second guitariste.
Les présentations se poursuivent et un jour avant un important concert au Teatro Olimpia, Goyo est décédé, renversé par un policier en civil et en état d'ébriété. Le groupe lui rend hommage devant 1 500 personnes. Après une longue pause, Osvaldo Blanco est recruté comme deuxième guitariste, se produisant au Teatro Astral et dans plusieurs autres endroits.
À cette période, après le départ d'Osvaldo Blanco, Osvaldo Zabala se joint à un groupe appelé Perro Salado, à la seconde guitare et de manière définitive, au Teatro Regio. La popularité du groupe attire l'intérêt des labels, et c'est le producteur Leo Rivas qui les amène à RCA Víctor, qui les reçoit d'une manière étrange en raison de leur apparence de rockeurs.

### Premiers albums et pause
Finalement, après deux années passées à jouer, le groupe enregistre son premier single El mandato/ Vuelve el día a reinar en 1973, qui se vend à 30 000 exemplaires ; la même année, ils apparaissent pour la première fois à la télévision sur Canal 7. Avec la sortie de son deuxième single Alguien más en quien confiar/ Blues del atardecer en 1974, le groupe atteint son apogée avec plus de 100 000 exemplaires vendus. En concert, ils utilisent le son quadriphonique, 1 000 watts, 250 watts par canal.
En 1975 sort El Reloj, le premier album du groupe, qui comprend des morceaux comme El Viejo Serafín, le premier morceau du groupe, Alguien más en quien confiar, écrit par Willy Gardi à Luis après de nombreuses divergences,. En 1976 sortent les singles El Hombre y el perro/ Camino al estucofen ; et Al borde del abismo/ Harto y confundido ; Omar Díaz rejoint brièvement le groupe à la guitare qui sort plus tard son deuxième album, El Reloj II, qui fait participer Carlos Mira à la guitare. À la suite de tensions et des différences dans le groupe, ils se séparent en 1977,,.

### Retour
En 1983, Gardi décide de reprendre le nom de El Reloj pour sortir La Esencia es la misma.

## Membres

### Membres actuels
- Osvaldo Zabala - guitare solo
- Eduardo Frezza - chant, basse
- Richard Arena - claviers, chœurs
- Junnior Sic Faraon - batterie

### Anciens membres
- Osvaldo Frascino - guitare
- Osvaldo Blanco - guitare
- Carlos Mira - guitare
- Daniel Telis - guitare
- Claudio Marciello - guitare
- Horacio « Tucata » Suárez - guitare
- Gregorio « Goyo » Felipes - guitare
- Omar Díaz - guitare
- Niko Takara - guitare
- Petty Guelache - chant
- Gustavo Mirande - chant
- Jorge « Vikingo » Martínez - chant
- Roberto Fraticelli - chant
- Daniel Carli - basse
- Beto Ceriotti - basse
- Jorge Gómez - basse
- Rodolfo « Polaco » Riedel - basse
- Cristian Hubert - claviers
- Pablo Marciello - claviers
- Richard Arena - claviers
- Norberto Di Bella - batterie

## Discographie

### Albums studio
- 1975 : El Reloj
- 1976 : "Al Borde del abismo" - El Reloj II
- 1983 : La Esencia es la misma
- 1994 : Santos y verdugos
- 1999 : Hombre de hoy
- 2002 : Mercado de almas
- 2011 : En concierto

### Singles
- 1973 : El Mandato / Vuelve el día a reinar
- 1974 : Alguien más en quien confiar / Blues del atardecer
- 1976 : Al Borde del abismo / Harto y confundido